# Lycianthes caeciliae
Lycianthes caeciliae är en potatisväxtart som beskrevs av Friedrich August Georg Bitter. Lycianthes caeciliae ingår i Himmelsögonsläktet som ingår i familjen potatisväxter. Inga underarter finns listade i Catalogue of Life.